# Hélène Reimann
Pour les articles homonymes, voir Reimann.
Hélène Reimann, née en 1893 à Breslau et morte en 1987 à Bayreuth, est une créatrice d'art brut allemande.

## Biographie
Mariée et mère de sept enfants, Hélène Reimann est marchande de chaussures lorsque son état mental se dégrade. En 1938, elle est internée pour schizophrénie, peu avant la mise en place du programme d’extermination des malades mentaux par les nazis. Elle y échappe en se cachant chez l’une de ses filles. En 1949, elle est internée à l’hôpital psychiatrique de Bayreuth où elle commence à dessiner. Ses dessins sont toutefois régulièrement détruits par le personnel, jusqu'à ce que le professeur Boeker, qui prend la direction de l’hôpital en 1973, ordonne de ne plus les jeter. Ses dessins, le plus souvent réalisés à la règle et au crayon, représentent des objets de son passé qu'elle cherche à se remémorer, robes, chaussures, meubles, mais aussi des portraits, des animaux, des fleurs ou des fruits. Dépouillée, sévère à l’extrême, son abondante production est généralement traitée en noir et blanc, parfois avec quelques touches de crayon de couleur.